# Bogdan Andone
Bogdan Ioan Andone, né le 7 janvier 1975 à Aiud (Roumanie) est un footballeur roumain, reconverti entraîneur.

## Palmarès
Comme joueur
Rapid Bucarest
- Champion de Roumanie  : 1999
- Supercoupe de Roumanie : 1999

Apollon Limassol
- Champion de Chypre : 2006
- Supercoupe de Chypre: 2006